# Камышинка (Кыштовский район)
Камы́шинка — деревня в Кыштовском районе Новосибирской области. Входит в состав Верх-Майзасского сельсовета.

## География
Площадь деревни — 76 гектаров.

## Население
| 2002 | 2007 | 2010 |
| ---- | ---- | ---- |
| 290  | ↘245 | ↘193 |

## Инфраструктура
В деревне по данным на 2007 год функционируют 1 учреждение здравоохранения и 1 учреждение образования.